# Bogdan Częsz
Bogdan Kazimierz Częsz (ur. 16 kwietnia 1944 w Poznaniu) – polski duchowny katolicki, profesor nauk teologicznych, specjalista w zakresie teologii patrystycznej.

## Życiorys
Święcenia kapłańskie przyjął w 1968 roku w Poznaniu. Studia doktoranckie odbył w Rzymie na Papieskim Uniwersytecie Salezjańskim. Doktorat obronił w 1976 roku. Stopień doktora habilitowanego uzyskał w 1988 roku. W latach 1993–1996 był dziekanem Papieskiego Wydziału Teologicznego w Poznaniu. 4 listopada 1999 otrzymał tytuł naukowy profesora nauk teologicznych. Tytuł profesora zwyczajnego otrzymał w 2003 roku. Na emeryturę przeszedł 1 stycznia 2015 roku.
W latach 1998–2014 – kierownik Zakładu Teologii Patrystycznej na Wydziale Teologicznym Uniwersytetu im. Adama Mickiewicza. Był konsultorem Komisji Nauki Wiary Konferencji Episkopatu Polski.
W kadencji 2011-2015 był członkiem Komitetu Nauk Teologicznych Polskiej Akademii Nauk.

## Publikacje
- 1998: Duch Święty został nam dany: nauczanie Ojców i wiara starożytnego Kościoła ISBN 83-85654-81-X
- 2004: Święty Kościół grzesznych ludzi w refleksji starochrześcijańskich pisarzy ISBN 83-89361-55-8
- 2006: Człowiek w perspektywie doczesności i wieczności, antropocentryzm Ojców Kościoła ISBN 83-60598-61-4
- 2008: Myśl teologiczna Jana Chryzostoma ISBN 83-60598-22-3
- 2009: Refleksja Ojców Kościoła nad słowem Bożym ISBN 83-61884-09-2
- 2009: Wokół posługi Piotrowej ISBN 83-61884-13-0
- 2010: Święty Ambroży - duszpasterz i teolog na wczoraj i na dziś ISBN 83-61884-94-7
- 2010: Związek Ducha Świętego z Kościołem w ujęciu świętego Ireneusza i w interpretacji montanistycznej ISBN 83-61884-81-5
- 2011: Starożytny chrześcijanin w obliczu przemian dziejowych ISBN 83-63266-64-7